# 230-talet f.Kr.

## Händelser
- 234 f.Kr. – Byggandet av kinesiska muren inleds.

## Födda
- 239 f.Kr. – Filip V av Makedonien, kung av Makedonien.

## Avlidna
- Aristarchos från Samos, grekisk astronom och matematiker (född cirka 310 f.Kr.).